# Epica 2
Epica 2 (estilzado como EPica 2 e também conhecido como Epica, Vol. 2) é o terceiro álbum de estúdio da rapper brasileira Danny Bond, lançado em 29 de agosto de 2024, de forma independente, pela ONErpm. O disco conta com participações especiais de MC Naninha e Deuses do Swing.
Trata-se de uma continuação direta de Epica (2017), álbum de estreia e primeiro disco de estúdio da artista, marcando um retorno às suas raízes com faixas que resgatam a sonoridade e a essência do início de sua carreira.
Uma versão deluxe foi lançada em 6 de fevereiro de 2025, incluindo a participação especial de Irmãs de Pau. A edição completa do álbum está prevista para ser lançada em 28 de agosto de 2025, trazendo ainda colaborações com Katy da Voz e As Absurdas, MC Pipokinha, Bibi Babydoll e MC Jéssica do Escadão.

## Antecedentes e desenvolvimento
A cantora Danny Bond lançou seu primeiro álbum, Epica, em 2017, marcando seu nome na cena LGBTQIA+ da música brasileira com sucessos como “Tcheca”, “Meu Nome É Bond” e “Prikito”. Com letras ousadas e explícitas, além de um flow abrasivo e inconfundível, ela conquistou o público em uma época em que tamanha provocação ainda era rara no mainstream.
Inspirada pelas memórias dessa fase inicial — e atendendo aos pedidos insistentes de seus fãs, os Vagabonds, que clamavam pela volta da “Danny do Antigo Testamento” — a artista começou a desenvolver Epica 2. A ideia original era lançar uma coletânea com faixas antigas, conhecidas pelos fãs, mas nunca disponibilizadas oficialmente nas plataformas digitais.
Entre 2023 e 2024, no entanto, o projeto acabou sendo temporariamente deixado de lado. Danny passou por um golpe da pessoa que gerenciava sua carreira. “Eu sofri muito, isso me abalou demais. Fiz inúmeros shows, saí em turnê sem receber nada. Perdi metade da minha equipe também”, revelou. Após um tempo afastada, a cantora se reuniu com seu produtor e retomou a ideia com força total: “A gente chegou nesse momento e disse: ‘Não, vamos’. E aí foi criado esse álbum que está perfeito, maravilhoso!”, celebrou.
Epica 2 traz diversas referências ao bairro Jacintinho, na periferia de Maceió, onde Danny cresceu e recebeu o título de Rainha do Jacintinho. A artista faz questão de exaltar suas raízes, refletindo sua vivência e identidade tanto nas letras quanto nas sonoridades do disco. Embora a sonoridade do novo projeto seja influenciada por suas vivências atuais em São Paulo, cidade onde mora atualmente, sua voz sempre será inconfundivelmente alagoana.
Uma inspiração marcante para o novo trabalho foi o álbum After (2023), de Pabllo Vittar. Danny contou que queria seguir uma linha semelhante à da drag queen e, por isso, convidou alguns dos mesmos produtores de After para colaborarem em seu novo projeto.
Sobre a faixa “Cachorra Absurda”, carro-chefe do álbum, Danny revelou que a ideia estava guardada há tempos. Assim que começou a desenhar o disco, teve a certeza: “Acho que a gente precisa de uma música que seja a música do álbum. E tenho certeza que vai ser essa.” A participação de MC Naninha já era uma vontade antiga, e quando recebeu o convite, a funkeira topou na hora. Juntas, escreveram a faixa em uma parceria que fluiu de forma natural e potente. “A Naninha é muito boa. Acho que nós duas, juntas, compomos um feat muito legal, muito animado, e que a galera vai amar demais”, comentou Danny.
Ver esse projeto pronto, depois de tudo o que aconteceu é muito gratificante pra mim, é como se eu tivesse começando do zero de novo. Coloquei tudo de mim no projeto, coloquei o que vinha sendo pedido pelos fãs, eles vão poder ver uma Danny que amadureceu com tudo o que passou.

## Promoção e lançamento
A estratégia de divulgação de Epica 2 começou de forma sutil, quando Danny Bond alterou as fotos e as cores de suas redes sociais para tons de rosa, chamando a atenção dos fãs. Pouco depois, ela anunciou o novo álbum por meio de um vídeo em que relatava o golpe profissional que sofreu, além de revelar que está preparando um projeto pop para 2025.
Na noite de 13 de agosto de 2024, a cantora divulgou oficialmente a capa e a lista de faixas do disco, revelando colaborações com nomes como MC Naninha e DJ Ramemes. Um dos grandes destaques foi a tão aguardada “Eu Faço Boquete”, paródia lançada originalmente no Facebook no início de sua carreira, que se tornou um clássico cult entre os fãs.
Em entrevista concedida ao portal Tracklist no dia 28 de agosto de 2024 — um dia antes do lançamento oficial do álbum — Danny Bond foi questionada sobre quais faixas acredita ter maior potencial. “Ai... Eu gosto de todas! O álbum já começa com ‘Rainha do Jacintinho’, que é uma música com muito significado para mim. É a música que fez a Danny Bond acontecer, e essa nova versão está muito boa. A segunda música é ‘Eu Faço Boquete’, que veio junto com CyberKills, também é uma música que vou relançar. O remix de ‘Tcheca’, com Ramemes, também está muito bom. E ‘Melo de Chupa Chupa’, com Deuses do Swing, acho que vai ser uma música divertida, a galera vai gostar. Acredito que todas do álbum têm potencial para viralizar de alguma forma.”
Quando perguntada sobre o que trouxe de suas experiências anteriores para a criação de Epica 2, a artista destacou o amadurecimento: "Eu acho que a maturidade. Não só profissional, mas também na produção. Nesse álbum eu fiquei muito mais por adentro junto com PZZS, que criou todo o álbum comigo. Eu estava muito mais atenta e focada nas músicas. Não que eu não estivesse nos outros álbuns, mas nesse eu estava mais por dentro dele, estava participando mais. E, para mim, é como se fosse um recomeço. É realmente como se eu estivesse lançando o Epica de novo. Então eu queria fazer algo muito bem feito, e estar junto de todo mundo mesmo."

### Desempenho
No dia do lançamento de Epica 2, o álbum alcançou o topo da parada de álbuns do iTunes Brasil, enquanto a faixa “Cachorra Absurda” estreou em primeiro lugar no ranking de músicas da plataforma no país. A parceria com MC Naninha ganhou grande destaque. A faixa acumulou milhões de streams e entrou em várias playlists de músicas virais, tornando Danny Bond a segunda travesti mais ouvida no Spotify, a plataforma de streaming mais usada no Brasil.

### Outras edições
A artista já desejava lançar uma versão deluxe do projeto, e o sucesso da canção “Cachorra Absurda” foi a confirmação que precisava. Em 6 fevereiro de 2025, foi lançada a versão deluxe do álbum, que adicionou cinco novas faixas — todas produzidas por PZZS. Entre elas estão os singles “Travessuras ou Rolas Duras?”, lançado em outubro do ano anterior em comemoração ao Halloween, e “Chacina”, parceria com Irmãs de Pau, lançada simultaneamente com a versão deluxe e acompanhada de videoclipe. Completam a nova edição as faixas “Bond+”, “Xoxota” e “Quem Quer?”.
No final de julho de 2025, a rapper anunciou a edição completa do álbum e revelou a tracklist final, que totaliza 17 faixas — incluindo cinco inéditas exclusivas dessa edição especial. O anúncio confirmou o single “Tiro de Leite”, parceria com MC Jéssica do Escadão lançada em 17 de abril, além de colaborações inéditas com Bibi Babydoll, MC Pipokinha, Katy da Voz e As Absurdas.

## Lista de faixas
| Epica 2 - Edição padrão |                                               |                       |         |  |
| N.º                     | Título                                        | Compositor(es)        | Duração |  |
| 1.                      | "Rainha do Jacintinho (Ai Meu Deus)"          | Daniela Barros        | 1:40    |  |
| 2.                      | "Eu Faço Boquete"                             | Barros                | 2:10    |  |
| 3.                      | "Cachorra Absurda" (part. MC Naninha)         | Barros Maiana Mascena | 2:18    |  |
| 4.                      | "Melo de Chupa Chupa" (part. Deuses do Swing) | Barros                | 2:20    |  |
| 5.                      | "Eu Faço Subir"                               | Barros                | 2:22    |  |
| 6.                      | "Rola Preta" (Clementaum e Dry remix)         | Barros                | 2:28    |  |
| 7.                      | "Tcheca" (DJ Ramemes remix)                   | Barros                | 2:50    |  |
| Duração total:          | Duração total:                                | Duração total:        | 16:12   |  |

| Epica 2 - Edição deluxe |                                               |                                  |         |  |
| N.º                     | Título                                        | Compositor(es)                   | Duração |  |
| 1.                      | "Bond+"                                       | Barros                           | 2:30    |  |
| 2.                      | "Chacina" (part. Irmãs de Pau)                | Barros Isma Almeida Vita Pereira | 3:23    |  |
| 3.                      | "Xoxota"                                      | Barros                           | 2:28    |  |
| 4.                      | "Travessuras ou Rolas Duras?"                 | Barros                           | 2:20    |  |
| 5.                      | "Quem Quer?"                                  | Barros                           | 2:31    |  |
| 6.                      | "Rainha do Jacintinho (Ai Meu Deus)"          |                                  | 1:40    |  |
| 7.                      | "Eu Faço Boquete"                             |                                  | 2:10    |  |
| 8.                      | "Cachorra Absurda" (part. MC Naninha)         |                                  | 2:18    |  |
| 9.                      | "Melo de Chupa Chupa" (part. Deuses do Swing) |                                  | 2:20    |  |
| 10.                     | "Eu Faço Subir"                               |                                  | 2:22    |  |
| 11.                     | "Rola Preta" (Clementaum e Dry remix)         |                                  | 2:28    |  |
| 12.                     | "Tcheca" (DJ Ramemes remix)                   |                                  | 2:50    |  |
| Duração total:          | Duração total:                                | Duração total:                   | 29:25   |  |

| Epica 2 - Edição completa |                                               |                          |         |  |
| N.º                       | Título                                        | Compositor(es)           | Duração |  |
| 1.                        | "Dieta da Balança"                            |                          |         |  |
| 2.                        | "Graça" (part. Katy da Voz e As Abusadas)     |                          |         |  |
| 3.                        | "Somos Amigas" (part. MC Pipokinha)           |                          |         |  |
| 4.                        | "Hidrata" (part. Bibi Babydoll)               |                          |         |  |
| 5.                        | "Tiro de Leite" (part. MC Jéssica do Escadão) | Barros Jéssica de Castro | 3:00    |  |
| 6.                        | "Bond+"                                       |                          | 2:30    |  |
| 7.                        | "Chacina" (part. Irmãs de Pau)                |                          | 3:23    |  |
| 8.                        | "Xoxota"                                      |                          | 2:28    |  |
| 9.                        | "Travessuras ou Rolas Duras?"                 |                          | 2:20    |  |
| 10.                       | "Quem Quer?"                                  |                          | 2:31    |  |
| 11.                       | "Rainha do Jacintinho (Ai Meu Deus)"          |                          | 1:40    |  |
| 12.                       | "Eu Faço Boquete"                             |                          | 2:10    |  |
| 13.                       | "Cachorra Absurda" (part. MC Naninha)         |                          | 2:18    |  |
| 14.                       | "Melo de Chupa Chupa" (part. Deuses do Swing) |                          | 2:20    |  |
| 15.                       | "Eu Faço Subir"                               |                          | 2:22    |  |
| 16.                       | "Rola Preta" (Clementaum e Dry remix)         |                          | 2:28    |  |
| 17.                       | "Tcheca" (DJ Ramemes remix)                   |                          | 2:50    |  |

## Histórico de lançamento
A cor de fundo        indica as edições que ainda serão lançadas.
| Região | Data                   | Formato(s)                 | Edição   | Gravadora            | Ref.   |
| ------ | ---------------------- | -------------------------- | -------- | -------------------- | ------ |
| Várias | 29 de agosto de 2024   | Download digital streaming | Padrão   | Independente, ONErpm | [ 10 ] |
| Várias | 6 de fevereiro de 2025 | Download digital streaming | Deluxe   | Independente, ONErpm | [ 11 ] |
| Várias | 28 de agosto de 2025   | Download digital streaming | Completa | Independente, ONErpm | [ 8 ]  |